# Dywizjon okrętów

Proporzec dowódcy dywizjonu okrętów (od 1990)

Dywizjon okrętów – rodzaj jednostki wojskowej (oddział taktyczny), występujący w polskiej Marynarce Wojennej oraz marynarkach wojennych innych państw. Jest odpowiednikiem pułku w Wojskach Lądowych oraz Siłach Powietrznych.
Dywizjon okrętów składa się z jednostek pływających jednakowego przeznaczenia. Może zawierać 4-6 grup małych okrętów (np. korwety, trałowce), 4-6 średnich okrętów (np. okręty podwodne, okręty desantowe) lub 2-4 duże okręty (np. fregaty, niszczyciele). Dywizjony stanowią podstawowe jednostki związków taktycznych. Flotylla zazwyczaj posiada 4-12 różnych dywizjonów, a brygada 2-4 dywizjony okrętów tej samej klasy. Niekiedy pojedyncze dywizjony mogą być bezpośrednio podporządkowane flocie.